# Kadzidło (gmina)
Pour les articles homonymes, voir Kadzidło.
Kadzidło est une gmina rurale (gmina wiejska) de la powiat d'Ostrołęka, dans la Voïvodie de Mazovie, dans le centre-est de la Pologne.
Son siège administratif (chef-lieu) est le village de Kadzidło , qui se situe environ 20 kilomètres au nord d'Ostrołęka (siège de la powiat) et 118 kilomètres au nord de Varsovie (capitale de la Pologne).
La gmina couvre une superficie de 258,94 km2 pour une population de 11 030 habitants en 2006.

## Histoire
De 1975 à 1998, la gmina est attachée administrativement à la voïvodie d'Ostrołęka.

Depuis 1999, elle fait partie de la voïvodie de Mazovie.

## Géographie
La gmina de Kadzidło inclut les villages et localités de :

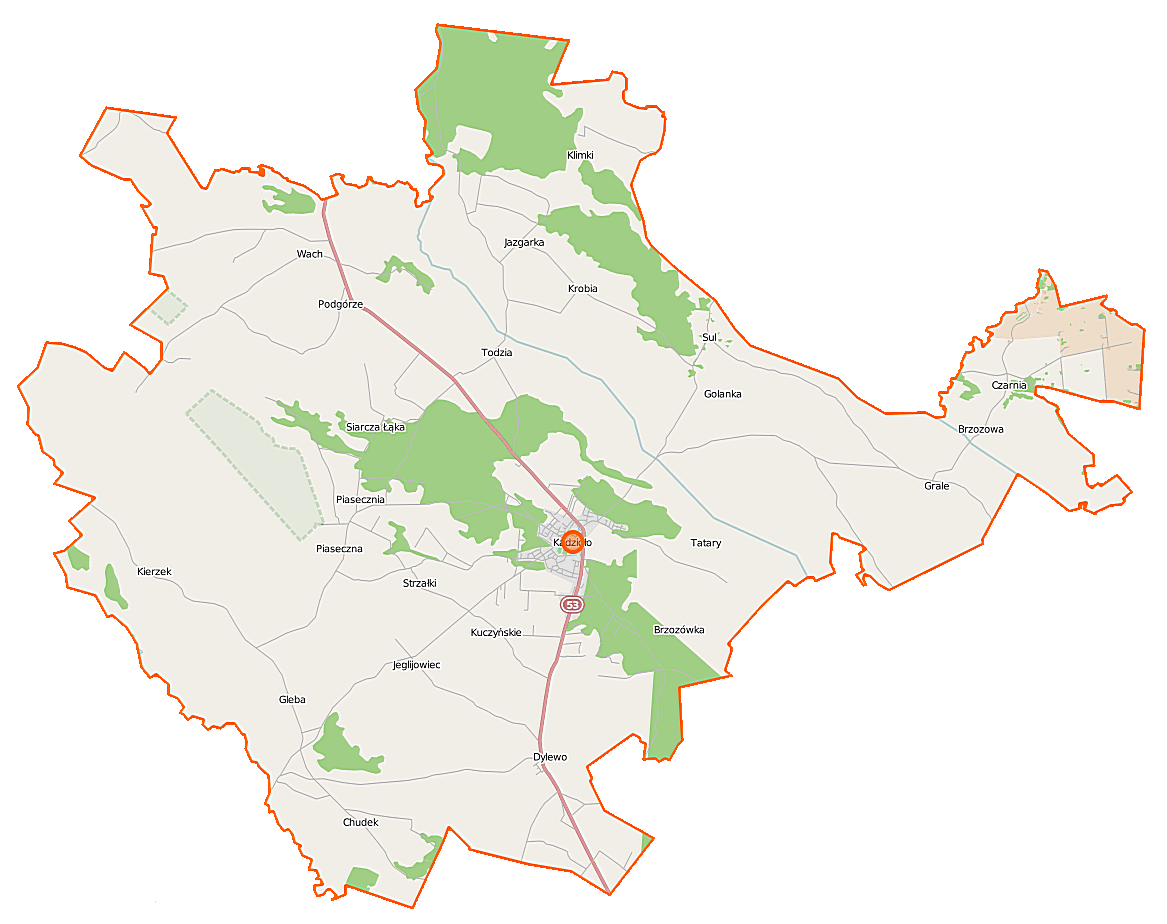
Plan de la gmina

- Brzozowa
- Brzozówka
- Chudek
- Czarnia
- Dylewo
- Dylewo Nowe
- Gleba
- Golanka
- Grale
- Jazgarka
- Jeglijowiec
- Kadzidło
- Karaska
- Kierzek
- Klimki
- Krobia
- Kuczyńskie
- Piasecznia
- Podgórze
- Rososz
- Siarcza Łąka
- Sól
- Strzałki
- Tatary
- Todzia
- Wach

### Gminy voisines
La gmina de Kadzidło est voisine des gminy suivantes :
- Baranowo
- Lelis
- Łyse
- Myszyniec
- Zbójna

## Structure du terrain
D'après les données de 2002, la superficie de la commune de Kadzidło est de 258,94 km2, répartis comme tel :
- terres agricoles : 54%
- forêts : 40%

La commune représente 12,33% de la superficie du powiat.

## Démographie
Données du 30 juin 2004 :
| Description        | Total  | Total | Femmes | Femmes | Hommes | Hommes |
| ------------------ | ------ | ----- | ------ | ------ | ------ | ------ |
| Unité              | Nombre | %     | Nombre | %      | Nombre | %      |
| Population         | 11 007 | 100   | 5 356  | 48,7   | 5 651  | 51,3   |
| Densité (hab./km²) | 42,5   | 42,5  | 20,7   | 20,7   | 21,8   | 21,8   |